# Alvik (Luleå)
Alvik è un'area urbana della Svezia situata nel comune di Luleå, contea di Norrbotten.
La popolazione rilevata nel censimento 2010 era di 777 abitanti.